# Torneo Internacional de Shanghái
El Torneo Internacional de Shanghái, o "Sanghai International Tournament" en inglés, es un torneo de fútbol que se disputa en la ciudad China de Shanghái, para promocionar el deporte de competición en la ciudad, invitando a selecciones nacionales y clubes internacionales de fútbol de todos los continentes.

## Palmarés
| Edición | Año  | Campeón            | Subcampeón       | Tercero               | Cuarto                |
| ------- | ---- | ------------------ | ---------------- | --------------------- | --------------------- |
| I       | 1991 | Rumania            | China            | Polonia               | FC Den Haag           |
| II      | 1992 | Rumania            | Lyngby Boidklub  | Eslovaquia            | Hapoel PT             |
| III     | 1993 | Liaoning FC        | Shanghái Shenhua | Necaxa                | Corea del Sur         |
| IV      | 1994 | Servette FC        | Dinamo Dresde    | Selección de Shanghái | Corinthians           |
| V       | 1996 | Nacional           | Lokomotiv Sofia  | Racing de Malinas     | Shanghái Shenhua      |
| VI      | 1998 | República Checa    | Rampla Juniors   | Múnich 1860           | Shanghái Shenhua      |
| VII     | 1999 | Uruguay            | Shanghái Shenhua | Yokohama FC           | Sidney United         |
| VIII    | 2001 | Sangmu Gwangju FC  | Shaanxi Chanba   | Tonnerre Yaoundé      | Shanghái Shenhua      |
| IX      | 2005 | Sevilla FC         | Villarreal CF    | Real Zaragoza         | Selección de Shanghái |
| X       | 2006 | Atlético de Madrid | Manchester City  | Kashima Antlers       | Shanghái Shenhua      |

## Clasificación por Países
| País            | Campeón | Segundo | Tercero | Cuarto | Año campeón      |
| --------------- | ------- | ------- | ------- | ------ | ---------------- |
| España          | 2       | 1       | 1       | 0      | (2005) y (2006). |
| Uruguay         | 2       | 1       | 0       | 0      | (1996) y (1999). |
| Rumania         | 2       | 0       | 0       | 0      | (1991) y (1992). |
| China           | 1       | 4       | 1       | 5      | (1993).          |
| Corea del Sur   | 1       | 0       | 0       | 1      | (1994).          |
| Suiza           | 1       | 0       | 0       | 0      | (1998).          |
| República Checa | 1       | 0       | 0       | 0      | (2001).          |
| Alemania        | 0       | 1       | 1       | 0      |                  |
| Dinamarca       | 0       | 1       | 0       | 0      |                  |
| Bulgaria        | 0       | 1       | 0       | 0      |                  |
| Inglaterra      | 0       | 1       | 0       | 0      |                  |
| Japón           | 0       | 0       | 2       | 0      |                  |
| Polonia         | 0       | 0       | 1       | 0      |                  |
| Eslovaquia      | 0       | 0       | 1       | 0      |                  |
| México          | 0       | 0       | 1       | 0      |                  |
| Bélgica         | 0       | 0       | 1       | 0      |                  |
| Camerún         | 0       | 0       | 1       | 0      |                  |
| Países Bajos    | 0       | 0       | 0       | 1      |                  |
| Israel          | 0       | 0       | 0       | 1      |                  |
| Brasil          | 0       | 0       | 0       | 1      |                  |
| Australia       | 0       | 0       | 0       | 1      |                  |